# Logan Costa
Logan Evans Costa (Saint-Denis, 1º aprile 2001) è un calciatore francese naturalizzato capoverdiano, difensore del Villarreal e della nazionale capoverdiana.

## Carriera

### Club
Dopo aver iniziato a giocare a calcio ad Argenteuil, Logan Costa si è unito al settore giovanile dello Stade Reims nel 2016.
Ha giocato con la squadre riserve in Championnat National 2 a partire dalla stagione 2018-19, divenendo capitano durante la stagione successiva. È stato ceduto in prestito al Le Mans per la stagione 2020-21. Con il nuovo club è stato uno dei giocatori di spicco della squadra giocando tutte le 26 partite e mancando solo di poco gli spareggi di promozione.
Rientrato dal prestito, ha rifiutato la proposta di rinnovo scegliendo di cambiare club. A un anno dalla fine del suo contratto, ricercato da diversi club di Francia, Italia e Germania, ha scelto di trasferirsi al Tolosa nell'agosto 2021.
Ha fatto il suo debutto professionistico con il Tolosa il 13 novembre 2021, giocando titolare contro il Libourne in Coupe de France.
Il 29 aprile 2023 ha segnato una doppietta in finale di Coppa di Francia vinta 5-1 contro il Nantes.
Il 22 agosto 2024, Costa si è unito al club della La Liga Villarreal con un contratto di sei anni. Ha debuttato con il club il 26 agosto, entrando come sostituto in una vittoria in campionato contro il Celta Vigo. Il 14 settembre, ha segnato il suo primo gol con il Villarreal nella vittoria per 2–1 contro il Mallorca.

### Nazionale
Ha giocato con le nazionali francesi Under-17 ed Under-18. È stato convocato anche con la Francia Under-19 e Under-20, senza giocare però partite ufficiali.
Il 16 marzo 2022 ha ricevuto la sua prima convocazione con la nazionale capoverdiana. Ha debuttato in un'amichevole vinta 2-0 contro la Guadalupa.

## Statistiche

### Presenze e reti nei club
Statistiche aggiornate al 11 giugno 2024.
| Stagione        | Squadra         | Campionato | Campionato | Campionato | Coppe nazionali | Coppe nazionali | Coppe nazionali | Coppe continentali | Coppe continentali | Coppe continentali | Altre coppe | Altre coppe | Altre coppe | Totale | Totale |
| Stagione        | Squadra         | Comp       | Pres       | Reti       | Comp            | Pres            | Reti            | Comp               | Pres               | Reti               | Comp        | Pres        | Reti        | Pres   | Reti   |
| --------------- | --------------- | ---------- | ---------- | ---------- | --------------- | --------------- | --------------- | ------------------ | ------------------ | ------------------ | ----------- | ----------- | ----------- | ------ | ------ |
| 2018-2019       | Stade Reims 2   | NAT2       | 6          | 0          | -               | -               | -               | -                  | -                  | -                  | -           | -           | -           | 6      | 0      |
| 2019-2020       | Stade Reims 2   | NAT2       | 19         | 2          | -               | -               | -               | -                  | -                  | -                  | -           | -           | -           | 19     | 2      |
| 2020-2021       | Le Mans         | NAT        | 26         | 0          | CF              | 0               | 0               | -                  | -                  | -                  | -           | -           | -           | 26     | 0      |
| 2021-2022       | Tolosa 2        | NAT3       | 10         | 0          | -               | -               | -               | -                  | -                  | -                  | -           | -           | -           | 10     | 0      |
| 2022-2023       | Tolosa 2        | NAT3       | 1          | 1          | -               | -               | -               | -                  | -                  | -                  | -           | -           | -           | 1      | 1      |
| 2021-2022       | Tolosa          | L2         | 3          | 0          | CF              | 4               | 1               | -                  | -                  | -                  | -           | -           | -           | 7      | 1      |
| 2022-2023       | Tolosa          | L1         | 6          | 0          | CF              | 6               | 2               | -                  | -                  | -                  | -           | -           | -           | 12     | 2      |
| 2023-2024       | Tolosa          | L1         | 31         | 1          | CF              | 0               | 0               | UEL                | 7                  | 0                  | -           | -           | -           | 38     | 1      |
| Totale Tolosa   | Totale Tolosa   |            | 40         | 1          |                 | 10              | 3               |                    | 7                  | 0                  |             | -           | -           | 57     | 4      |
| Totale carriera | Totale carriera |            | 102        | 4          |                 | 10              | 3               |                    | 7                  | 0                  |             | -           | -           | 119    | 7      |

### Cronologia presenze e reti in nazionale
| Cronologia completa delle presenze e delle reti in nazionale ― Capo Verde | Cronologia completa delle presenze e delle reti in nazionale ― Capo Verde | Cronologia completa delle presenze e delle reti in nazionale ― Capo Verde | Cronologia completa delle presenze e delle reti in nazionale ― Capo Verde | Cronologia completa delle presenze e delle reti in nazionale ― Capo Verde | Cronologia completa delle presenze e delle reti in nazionale ― Capo Verde | Cronologia completa delle presenze e delle reti in nazionale ― Capo Verde | Cronologia completa delle presenze e delle reti in nazionale ― Capo Verde |
| Data                                                                      | Città                                                                     | In casa                                                                   | Risultato                                                                 | Ospiti                                                                    | Competizione                                                              | Reti                                                                      | Note                                                                      |
| ------------------------------------------------------------------------- | ------------------------------------------------------------------------- | ------------------------------------------------------------------------- | ------------------------------------------------------------------------- | ------------------------------------------------------------------------- | ------------------------------------------------------------------------- | ------------------------------------------------------------------------- | ------------------------------------------------------------------------- |
| 23-3-2022                                                                 | Orléans                                                                   | Guadalupa                                                                 | 0 – 2                                                                     | Capo Verde                                                                | Amichevole                                                                | -                                                                         |                                                                           |
| 28-3-2022                                                                 | Fort Lauderdale                                                           | San Marino                                                                | 0 – 2                                                                     | Capo Verde                                                                | Amichevole                                                                | -                                                                         | 62’                                                                       |
| 11-6-2022                                                                 | Fort Lauderdale                                                           | Ecuador                                                                   | 1 – 0                                                                     | Capo Verde                                                                | Amichevole                                                                | -                                                                         | 64’                                                                       |
| 23-9-2022                                                                 | Riffa                                                                     | Bahrein                                                                   | 1 – 2                                                                     | Capo Verde                                                                | Amichevole                                                                | -                                                                         | 80’                                                                       |
| 12-6-2023                                                                 | Rabat                                                                     | Marocco                                                                   | 0 – 0                                                                     | Capo Verde                                                                | Amichevole                                                                | -                                                                         | 79’                                                                       |
| 10-9-2023                                                                 | Lomé                                                                      | Togo                                                                      | 3 – 2                                                                     | Capo Verde                                                                | Qual. Coppa d'Africa 2023                                                 | -                                                                         |                                                                           |
| 12-10-2023                                                                | Costantina                                                                | Algeria                                                                   | 5 – 1                                                                     | Capo Verde                                                                | Amichevole                                                                | -                                                                         | 75’                                                                       |
| 16-11-2023                                                                | Praia                                                                     | Capo Verde                                                                | 0 – 0                                                                     | Angola                                                                    | Qual. Mondiali 2026                                                       | -                                                                         |                                                                           |
| 21-11-2023                                                                | Mbombela                                                                  | eSwatini                                                                  | 0 – 2                                                                     | Capo Verde                                                                | Qual. Mondiali 2026                                                       | -                                                                         | 65’                                                                       |
| 10-1-2024                                                                 | Radès                                                                     | Tunisia                                                                   | 2 – 0                                                                     | Capo Verde                                                                | Amichevole                                                                | -                                                                         |                                                                           |
| 14-1-2024                                                                 | Abidjan                                                                   | Ghana                                                                     | 1 – 2                                                                     | Capo Verde                                                                | Coppa d'Africa 2023 - 1º turno                                            | -                                                                         |                                                                           |
| 19-1-2024                                                                 | Abidjan                                                                   | Capo Verde                                                                | 3 – 0                                                                     | Mozambico                                                                 | Coppa d'Africa 2023 - 1º turno                                            | -                                                                         |                                                                           |
| 22-1-2024                                                                 | Abidjan                                                                   | Capo Verde                                                                | 2 – 2                                                                     | Egitto                                                                    | Coppa d'Africa 2023 - 1º turno                                            | -                                                                         |                                                                           |
| 29-1-2024                                                                 | Abidjan                                                                   | Capo Verde                                                                | 1 – 0                                                                     | Mauritania                                                                | Coppa d'Africa 2023 - Ottavi di finale                                    | -                                                                         |                                                                           |
| 3-2-2024                                                                  | Yamoussoukro                                                              | Capo Verde                                                                | 0 – 0 dts (1 – 2 dtr)                                                     | Sudafrica                                                                 | Coppa d'Africa 2023 - Quarti di finale                                    | -                                                                         |                                                                           |
| 21-3-2024                                                                 | Gedda                                                                     | Capo Verde                                                                | 1 – 0                                                                     | Guyana                                                                    | Amichevole                                                                | -                                                                         |                                                                           |
| 25-3-2024                                                                 | Gedda                                                                     | Capo Verde                                                                | 1 – 0                                                                     | Guinea Equatoriale                                                        | Amichevole                                                                | -                                                                         |                                                                           |
| 8-6-2024                                                                  | Yaoundé                                                                   | Camerun                                                                   | 4 – 1                                                                     | Capo Verde                                                                | Qual. Mondiali 2026                                                       | -                                                                         |                                                                           |
| 11-6-2024                                                                 | Praia                                                                     | Capo Verde                                                                | 1 – 0                                                                     | Libia                                                                     | Qual. Mondiali 2026                                                       | -                                                                         |                                                                           |
| 6-9-2024                                                                  | Il Cairo                                                                  | Egitto                                                                    | 3 – 0                                                                     | Capo Verde                                                                | Qual. Coppa d'Africa 2025                                                 | -                                                                         |                                                                           |
| 10-9-2024                                                                 | Praia                                                                     | Capo Verde                                                                | 2 – 0                                                                     | Mauritania                                                                | Qual. Coppa d'Africa 2025                                                 | -                                                                         |                                                                           |
| 10-10-2024                                                                | Praia                                                                     | Capo Verde                                                                | 0 – 1                                                                     | Botswana                                                                  | Qual. Coppa d'Africa 2025                                                 | -                                                                         | 41’                                                                       |
| 15-10-2024                                                                | Francistown                                                               | Botswana                                                                  | 1 – 0                                                                     | Capo Verde                                                                | Qual. Coppa d'Africa 2025                                                 | -                                                                         | 69’                                                                       |
| 15-11-2024                                                                | Praia                                                                     | Capo Verde                                                                | 1 – 1                                                                     | Egitto                                                                    | Qual. Coppa d'Africa 2025                                                 | -                                                                         |                                                                           |
| 19-11-2024                                                                | Nouakchott                                                                | Mauritania                                                                | 1 – 0                                                                     | Capo Verde                                                                | Qual. Coppa d'Africa 2025                                                 | -                                                                         | 34’                                                                       |
| 20-3-2025                                                                 | Praia                                                                     | Capo Verde                                                                | 1 – 0                                                                     | Mauritius                                                                 | Qual. Mondiali 2026                                                       | -                                                                         |                                                                           |
| 25-3-2025                                                                 | Luanda                                                                    | Angola                                                                    | 1 – 2                                                                     | Capo Verde                                                                | Qual. Mondiali 2026                                                       | -                                                                         |                                                                           |
| Totale                                                                    |                                                                           | Presenze                                                                  | 27                                                                        |                                                                           | Reti                                                                      | 0                                                                         |                                                                           |

| Cronologia completa delle presenze e delle reti in nazionale ― Francia under 17 | Cronologia completa delle presenze e delle reti in nazionale ― Francia under 17 | Cronologia completa delle presenze e delle reti in nazionale ― Francia under 17 | Cronologia completa delle presenze e delle reti in nazionale ― Francia under 17 | Cronologia completa delle presenze e delle reti in nazionale ― Francia under 17 | Cronologia completa delle presenze e delle reti in nazionale ― Francia under 17 | Cronologia completa delle presenze e delle reti in nazionale ― Francia under 17 | Cronologia completa delle presenze e delle reti in nazionale ― Francia under 17 |
| Data                                                                            | Città                                                                           | In casa                                                                         | Risultato                                                                       | Ospiti                                                                          | Competizione                                                                    | Reti                                                                            | Note                                                                            |
| ------------------------------------------------------------------------------- | ------------------------------------------------------------------------------- | ------------------------------------------------------------------------------- | ------------------------------------------------------------------------------- | ------------------------------------------------------------------------------- | ------------------------------------------------------------------------------- | ------------------------------------------------------------------------------- | ------------------------------------------------------------------------------- |
| 19-10-2017                                                                      | Mogilev                                                                         | Francia under 17                                                                | 5 – 0                                                                           | Kazakistan under 17                                                             | Qualificazioni Europei U17                                                      | 0                                                                               | 63’                                                                             |
| Totale                                                                          |                                                                                 | Presenze                                                                        | 1                                                                               |                                                                                 | Reti                                                                            | 0                                                                               |                                                                                 |

## Palmarès

### Club

#### Competizioni nazionali
- Ligue 2: 1

Tolosa: 2021-2022
- Coppa di Francia: 1

Tolosa: 2022-2023